# Ensoniq Mirage

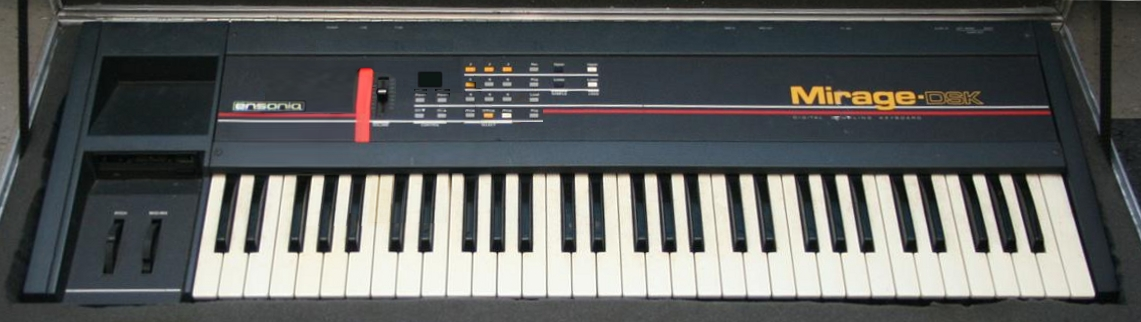
Ensoniq Mirage.

Pour les articles homonymes, voir Mirage (homonymie).
L'Ensoniq Mirage est un synthétiseur échantillonneur conçu par la société Ensoniq.
Il a été commercialisé entre 1984 et 1988. 
Il dispose de cinq octaves à clavier sensitif de 61 touches, huit voix de polyphonie, une implémentation MIDI complète, un séquenceur de 333 notes avec 128 ko de RAM. L'échantillonnage se fait sur huit bits, avec une possibilité de multi-sampling.
Il existe trois versions du Mirage : la première version avait des gros boutons noirs, la deuxième un meilleur clavier et des plus petits boutons, la troisième avait un boitier plus petit et était vendue environ 1 300 $.
Il a été remplacé en 1988 par l'Ensoniq EPS.
Il a été utilisé en particulier par Vangelis.